# Herman Baltia

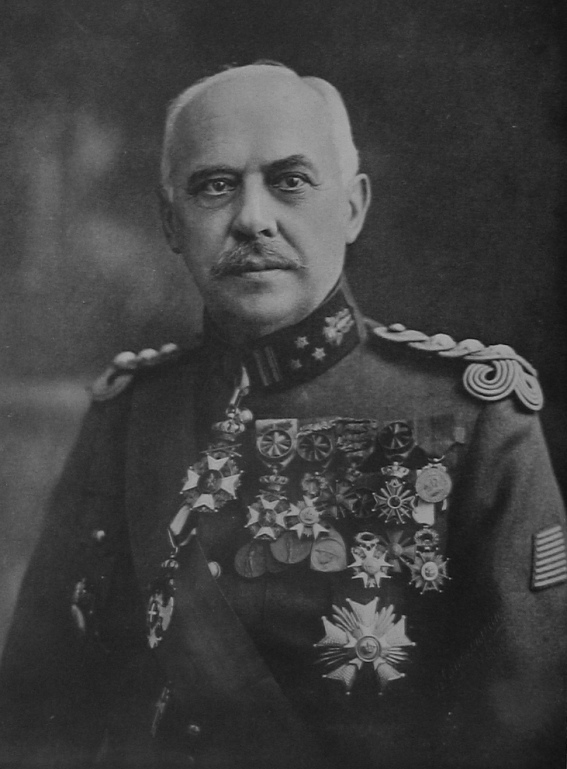
Herman Baltia (1922)

Baron Herman Baltia (* 1. September 1863 in Saint-Josse-ten-Noode/Sint-Joost-ten-Node bei Brüssel; † 16. September 1938 in Saint-Gilles/Sint-Gillis) war als belgischer Generalleutnant Hoher Kommissar und Generalgouverneur von Neubelgien.

## Biografie
Herman Baltia war Sohn eines Generals luxemburgischer Herkunft und einer deutschen Mutter. Er wurde 1899 der Oberleitung des Generalstabs zugeteilt. 1907 war er Offizier im kartografischen Institut der Armee, um sich auf eine Mission zur Grenzziehung im Süden von Belgisch-Kongo vorzubereiten, die er aber nicht antrat. 1908 wurde er zum Major befördert.
Während des Ersten Weltkrieges erhielt er hohe militärische Auszeichnungen und wurde im Dezember 1916 zum Generalmajor befördert. Seine militärischen Erfolge errang er hauptsächlich im Norden Frankreichs und in den Flandernschlachten. Im März 1919 folgte seine Ernennung zum Generalleutnant.
Am 22. Oktober 1919 vertrauten ihm König Albert und die belgische Regierung das Amt des Hochkommissars und Gouverneurs der im Zuge des Versailler Vertrages an Belgien abgetretenen Region Eupen-Malmedy-St. Vith sowie des ehemaligen Neutral-Moresnet im Gouvernement Eupen-Malmedy an. Bis März 1925 war er im Amt.
Zur Eingliederung von Neubelgien in das belgische Staatsgefüge wurde Baltia mit „kolonialen Vollmachten“ ausgestattet. Der damalige belgische Premierminister Léon Delacroix schrieb ihm 1920 kurz vor seinem Amtsantritt: "Achten Sie mit Sorgfalt darauf, daß alles ohne Probleme abläuft und die Kosten sich in einem verträglichen Rahmen bewegen. Sie werden wie der Gouverneur einer Kolonie, welche direkt dem Vaterland unterstellt sein wird, agieren können."
Eine der ersten symbolträchtigen Amtshandlungen Baltias war die Demontage eines an den französisch-preußischen Krieg von 1870/1871 erinnernden Denkmals in seiner Residenzstadt Malmedy. Nachdem sich die hohen Erwartungen der Regierung an Baltia schnell erfüllten, erhielt er durch königliche Verfügung vom 28. August 1920 den Titel eines Barons.
Zwischen dem 26. Januar und dem 23. Juli 1920 veranlasste Baltia die durch den Versailler Vertrag vorgesehene Volksbefragung, in der die Wahlberechtigten, die mit der Eingliederung (in den Augen vieler eine Annexion) nicht einverstanden waren, ihre Namen und Adressen in ausliegende Listen eintragen konnten. Da damit zwangsläufig mit der Annexion nicht einverstandene Einwohner namentlich bekannt wurden und einige Repressalien zu befürchten hatten, trugen sich lediglich 271 der 33.726 Wahlberechtigten ein. Hiervon war ein Teil reichsdeutsche Beamte, deren Wurzeln nicht in der Region lagen. Es kam sogar zu einem Komplott gegen Baltia, das Mitte Juli 1920 aufgedeckt wurde und an der etwa 30 Deutsche beteiligt waren.

„[D]ie deutschen Staatsangehörigen, die nach dem 1. August 1914 und vor dem 20. September 1920 in Eupen und Malmedy ihren Wohnsitz genommen haben, [müssen] nach Beschluß des belgischen Oberkommissars, General Baltia, innerhalb eines Monats erklären, ob sie die belgische Staatsangehörigkeit erwerben wollen. Tun sie das nicht, oder wird das Gesuch um Aufnahme abgelehnt, so müssen sie innerhalb eines Monats das Land verlassen.“

Auch nach Ende seiner Amtszeit als Gouverneur von Eupen-Malmedy trat er „energisch gegen die Rückgabe dieser Bezirke an Deutschland“ ein.
Trotz einiger Fehleinschätzungen während seiner Amtszeit suchte Baltia auch lange nach seiner Amtszeit als Gouverneur Kontakt zu den Menschen, die er „regiert“ hatte.